# Ганвелл (станція)
51°30′42″ пн. ш. 0°20′20″ зх. д. / 51.5116° пн. ш. 0.3389° зх. д.

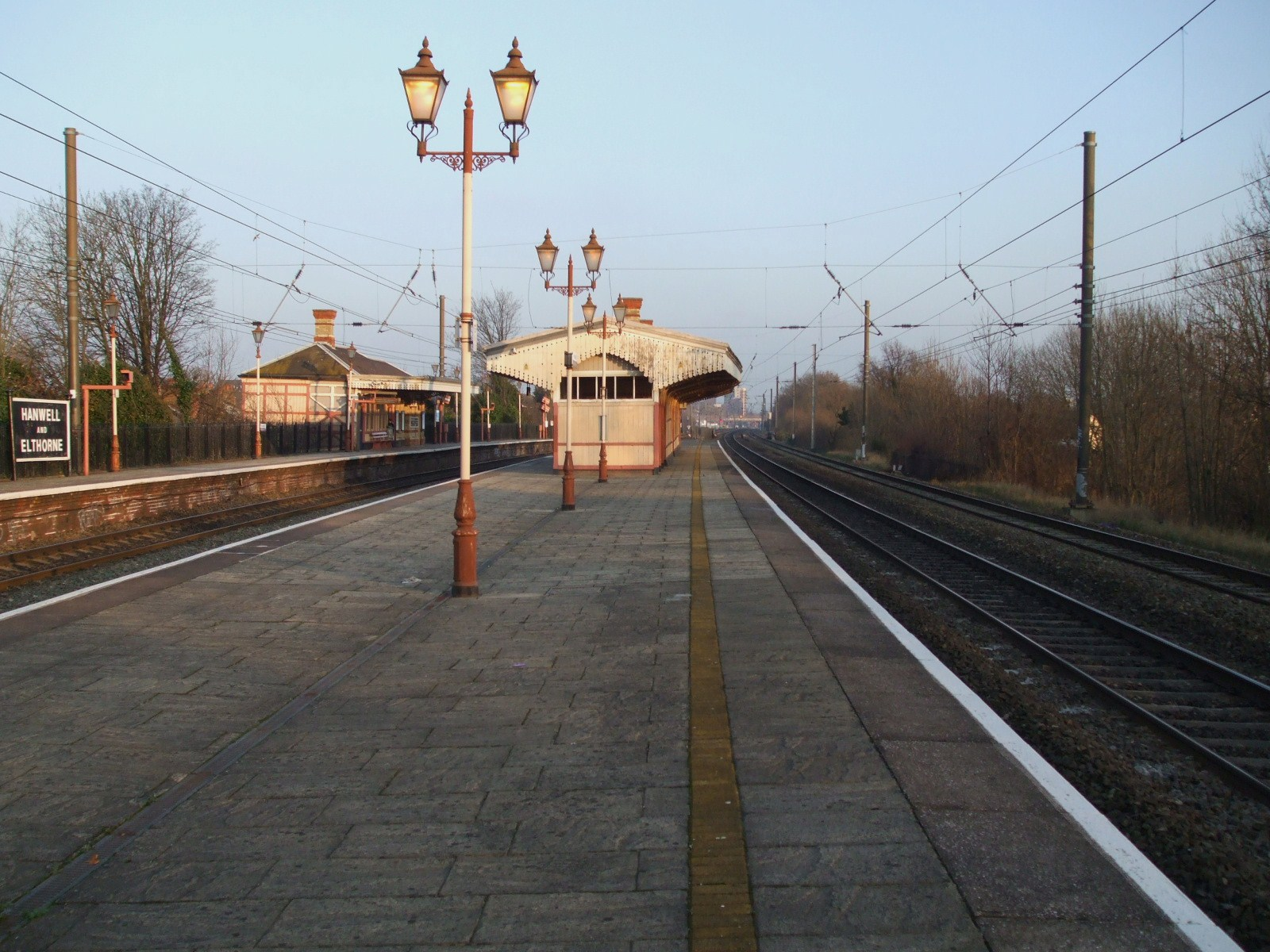
Платформа станції Ганвелл

Ганвелл (англ. Hanwell) — станція на Elizabeth line  у лондонському боро Ілінг. Розташована у 4-й тарифній зоні, за 11.8 км від станції Паддінгтон. В 2017 році пасажирообіг станції становив 0.383 млн пасажирів.

## Історія
Станцію відкрито у складі Great Western Railway 1 грудня 1838 року. Станцію була перейменована на Ганвелл-енд-Елторн 1 квітня 1896 року, але повернуто назву Ганвелл 6 травня 1974 року.

## Пересадки
Пересадки на автобуси маршруту E3.

## Послуги
| Попередня станція | Лінія | Лінія                    | Лінія | Наступна станція |
| ----------------- | ----- | ------------------------ | ----- | ---------------- |
| Саутолл           |       | Crossrail Elizabeth line |       | Ілінг-Бродвей    |